# Villa del Conte
Villa del Conte – miejscowość i gmina we Włoszech, w regionie Wenecja Euganejska, w prowincji Padwa.
Według danych na rok 2004 gminę zamieszkiwały 5022 osoby, 295,4 os./km².